# Giovanni Maria Conti della Camera

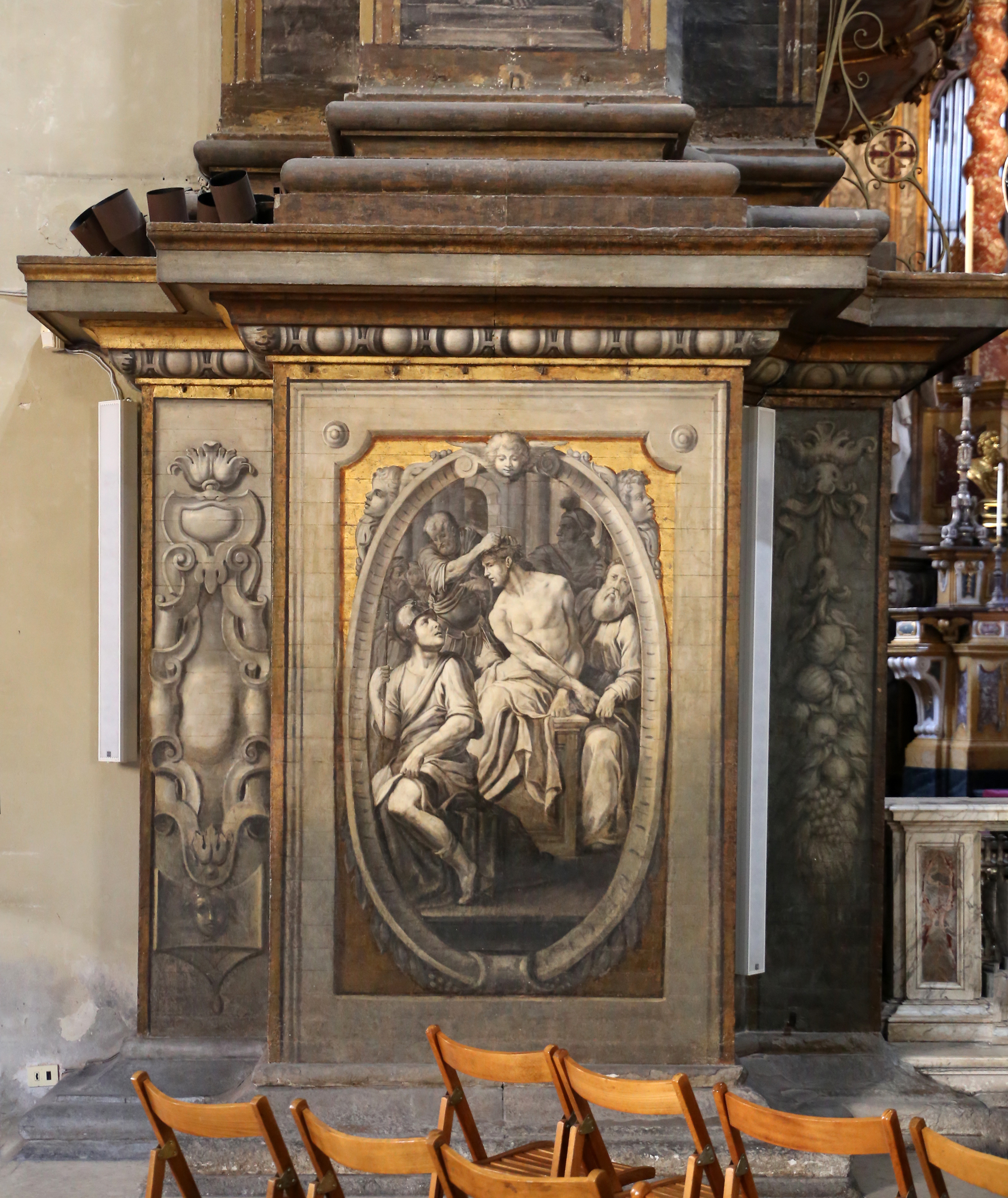
Pitture nella Steccata di Parma

Giovanni Maria Conti della Camera (Parma, 11 marzo 1614 – Parma, 1670) è stato un pittore italiano, tra i più attivi artisti parmensi del XVII secolo.

## Biografia
Formatosi verosimilmente nell'ambito di Pier Antonio Bernabei, risentì maggiormente dello stile dei lombardi Lattanzio Gambara e Bernardino Gatti che della maniera carraccesca dei suoi conterranei Bartolomeo Schedoni e Giovanni Lanfranco. La prima impresa pittorica riconosciutagli è la decorazione della cupola e della cappella di san Giuseppe della chiesa parmigiana di Santa Croce (1634-1638).
Fu poi attivo nelle chiese di Santa Maria del Quartiere, in quella del Carmine, dove affrescò l'Assunzione della Vergine nel cupolino della cappella della Confraternita della Madonna del Carmine, e in quella della Steccata, dove dipinse motivi in monocromo sui pilastri; poi, ormai vicino alla morte, tra il 1664 e il 1666 realizzò la decorazione della volta dell'Oratorio di Sant'Ilario.